# Діва проти біди
«Діва проти біди» (англ. Damsel) — художній фільм режисера Хуана Карлоса Фреснадільо за сценарієм Дена Мазо. У головних ролях у фільмі знялися Міллі Боббі Браун, Нік Робінсон, Анджела Бассетт та Робін Райт. Прем'єра фільму відбулася 8 березня 2024 року на Netflix.

## Сюжет
Королівство принцеси Елоді перебуває в скрутному становищі: люди голодують та замерзають від холоду. У зв'язку з цим батько дівчини Лорд Бейфорд погоджується на пропозицію королеви Ізабель, яка представляє королівство Аурі. За угодою принцеса Елоді стане чудовою парою для принца Генрі. Тому вся королівська родина доволі скоро вирушає в подорож. Разом з Елоді до Аурі прямують її батько, мачуха та молодша сестра Флорія. При цьому принцеса розуміє, що її вчинок врятує життя людей з її рідної землі, оскільки королева Ізабель щедро заплатить її родині.
Прибувши до королівства Аурі, Елоді та її рідні із захопленням оглядають все навкруги. З першого погляду стає очевидним, що королева Ізабель та її придворні живуть в розкоші та багатстві. Однак принц Генрі ставиться до своєї нареченої без явної зацікавленості, про що Елоді йому прямо говорить. Дівчина пояснює, що їх шлюб — це скоріше економічна угода, на яку йдуть дві родини. Проте Елоді змирилася з цим і готова будувати дружні відносини з Генрі.
Тим часом відбувається бесіда між Лордом Бейфордом та королевою Ізабель. Після її закінчення батько двох доньок виглядає дуже засмученом, але нічого не каже своїй дружині. Це змушує леді Бейфорд звернутися до королеви Ізабель. Однак її відповідь дуже різка та зухвала. Володарка тутешніх земель зазначає, що родина Лорда Бейфорда змушена піти на таку угоду через необхідність, тому не вважає, що після весілля вони стануть ріднею для неї. Мачуха Елоді вбачає в цьому знак, що її пасербиця робить помилку та намагається переконати дівчину, щоб вона відмовила Генрі. Втім, весілля все ж відбудеться.
Відразу після урочистої церемонії Генрі попереджає Елоді про те, що згідно з давньою традицією вони відправляться у гори, де має відбутися певний обряд. Там їх вже очікують королева Ізабель та придворні. Мати Генрі розповідає про своїх предків та їх жахливу сутичку з кровожерним чудовиськом. Потім вона робить порізи на долонях Елоді та Генрі, щоб ті скріпили свій союз кров'ю. Однак це все виявляється пасткою для доньки Лорда Бейфорда. Її зкидають у провалля.
Елоді приходить до тями після падіння та розуміє, що вона не перша жертва такого обряду, помічаючи речі інших принцес. Вона починає рухатися вглиб печери, де бачить дивне мерехтіння. Як виявляється, тут живе вогнедишний дракон. Чудовисько починає розмовляти зі своєю жертвою людською мовою та пропонує тікати, випускаючи в бік дівчини струмінь вогню. На щастя, Елоді вдається знайти тимчасовий прихисток. Втім, на її нозі сильні опіки.
Подальше блукання печерами приводить Елоді до місця, де вона знаходить слимаків, які світяться у темряві. Завдяки їм вона лікує опіки. Потім дівчина помічає малюнки на стінах у вигляді мапи цих печер. Це дозволяє Елоді сподіватися, що вона зможе звідси втекти...

## В ролях
- Міллі Боббі Браун — принцеса Елоді
- Шогре Аґдашлу — Дракониця
- Рей Вінстон — Лорд Бейфорд
- Анджела Бассетт — леді Бейфорд, мачуха Елоді
- Брук Картер — Флорія
- Робін Райт — королева Ізабель
- Нік Робінсон — принц Генрі

## Український дубляж
- Вікторія Бакун — Елоді
- Олена Узлюк — Дракониця
- Євген Пашин — Лорд Бейфорд
- Наталія Ярошенко — Леді Бейфорд
- Галина Дубок — Флорія
- Світлана Шекера — Королева Ізабель
- В'ячеслав Скорик — Принц Генрі

- А також: Роман Солошенко, Аліна Проценко, Роман Молодій, Віталій Ізмалков, Дмитро Тварковський, Людмила Петриченко, Аліна Журба

Фільм дубльовано студією «Postmodern» на замовлення компанії «Netflix» у 2024 році.
- Режисер дубляжу — Людмила Петриченко
- Перекладач — Онисія Колесникова
- Спеціалісти з адаптації — Онисія Колесникова, Катерина Чайка
- Звукооператор — Андрій Денисюк
- Спеціалісти зі зведення звуку — Андрій Денисюк, Андрій Желуденко
- Менеджер проєкту — Аліна Журба

## Виробництво
Про початок роботи над фільмом стало відомо в березні 2020 року, режисером був призначений Хуан Карлос Фреснадільо, продюсерами — Джо Рот та Джефф Кіршенбаум, сценарій написав Ден Мазо. У листопаді 2020 року Міллі Боббі Браун отримала роль принцеси Елоді, а також стала виконавчим продюсером фільму. Бюджет фільму оцінюється в 60-70 мільйонів доларів.
Зйомки фільму почалися в лютому 2022 року і тривали до 1 липня 2022 року в Португалії. У квітні 2022 року до акторського складу приєдналася Анджела Бассетт, Нік Робінсон, Робін Райт, Рей Вінстоун, Брук Картер, Рікі Гілларт та Шохрех Агдашлу.
Прем'єра фільму запланована на 8 березня 2024 року тільки на Netflix.